# Maisons (Eure-et-Loir)
Maisons – miejscowość i gmina we Francji, w Regionie Centralnym, w departamencie Eure-et-Loir.
Według danych na rok 1990 gminę zamieszkiwało 227 osób, a gęstość zaludnienia wynosiła 24 osoby/km² (wśród 1842 gmin Regionu Centralnego Maisons plasuje się na 913. miejscu pod względem liczby ludności, natomiast pod względem powierzchni na miejscu 1174.).